# Ballermann Radio
Ballermann Radio ist ein deutschsprachiger Radiosender, der sich auf Partymusik spezialisiert hat. Dies ist insbesondere die Musik, die in den Partyregionen auf Mallorca und anderen Urlaubsgebieten beliebt ist. Der Sender richtet sich an ein Publikum, das Schlager, Stimmungsmusik, Après-Ski-Hits und aktuelle Partyhits bevorzugt. Der Sender finanziert sich durch Werbeeinnahmen und ist von der Medienanstalt Hessen lizenziert.

## Konzept
Ballermann Radio wurde im Jahr 2005 gegründet, um die Atmosphäre und den musikalischen Stil der deutschen Party- und Urlaubsregionen, insbesondere um die Platja de Palma
auf Mallorca, zu den Hörern nach Hause zu bringen. Der Sendername Ballermann stammt vom Strandlokal Ballermann 6 auf Mallorca, das in den 1990er Jahren zum Synonym für ausgelassene Partyatmosphäre und Feiern wurde.
Der Sender versucht, diese Stimmung und Atmosphäre in das Radioformat zu übertragen, indem er eine ausgelassener Mischung aus Party- und Schlagermusik bietet.
Der Sender ermöglicht es, Musikwünsche zu äußern und Grüße zu senden. Zudem ist der Sender regelmäßig auf Events und Partys vertreten, um live vor Ort zu berichten und die Stimmung einzufangen.

## Empfang
Zunächst konnte man Ballermann Radio nur als Internetstream und über Apps empfangen. Überraschend wurde der Sender am 24. Juli 2024 bundesweit terrestrisch im DAB-Multiplex der Antenne Deutschland aufgeschaltet, wo man den Sendeplatz von Driver’s Radio übernahm.

## Eigentümerstruktur
45,50 % FaERo Vermögensverwaltungsgesellschaft mbH (Peter Scheid) St. Wendel
40,00 % BR Beteiligungs GmbH Leipzig
9,00 % Eva-Maria Drescher Wetter
5,50 % JASSU-REISEN GmbH Ulrich Hürter Bonn
Die BR Beteiligungs GmbH wiederum ist ein Zusammenschluss mehrerer Leipziger Medienakteure, darunter: Clarea GmbH (TEUTOCAST) – 50,00 %
masqueradio gmbh (Erwin Linnenbach) – 27,50 %
GS Beteiligungs- und Vermögensverwaltungs GmbH (Gerd Schmidt) – 10,00 %
Waffles Lau Industries UG (Peter Zimmermann) – 5,00 %
Friedrich Adolf Menze – 5,00 %
Lips Beteiligungen GmbH (Dr. Jörg Lips) – 2,50 %
Damit hält seit 14. August 2025 die Teutocast über die Clarea GmbH indirekt 20 % an Ballermann Radio.

## Programm
- Schlagermusik: Beliebte deutsche Schlagerhits, die oft in den Partyhochburgen gespielt werden
- Partymusik: Aktuelle und klassische Partyhits, die die Stimmung auf Partys anheizen
- Mallorca-Hits: Spezielle Lieder, die auf Mallorca besonders populär sind
- Apres-Ski-Hits: Musik, die typischerweise in Skihütten und Apres-Ski-Partys gespielt wird

## Spartenkanäle
- Ballermann Radio ab 18
- Ballermann Radio Classic
- Ballermann Radio Club Style
- Ballermann Radio Top30